# Giuseppe Luigi Trevisanato

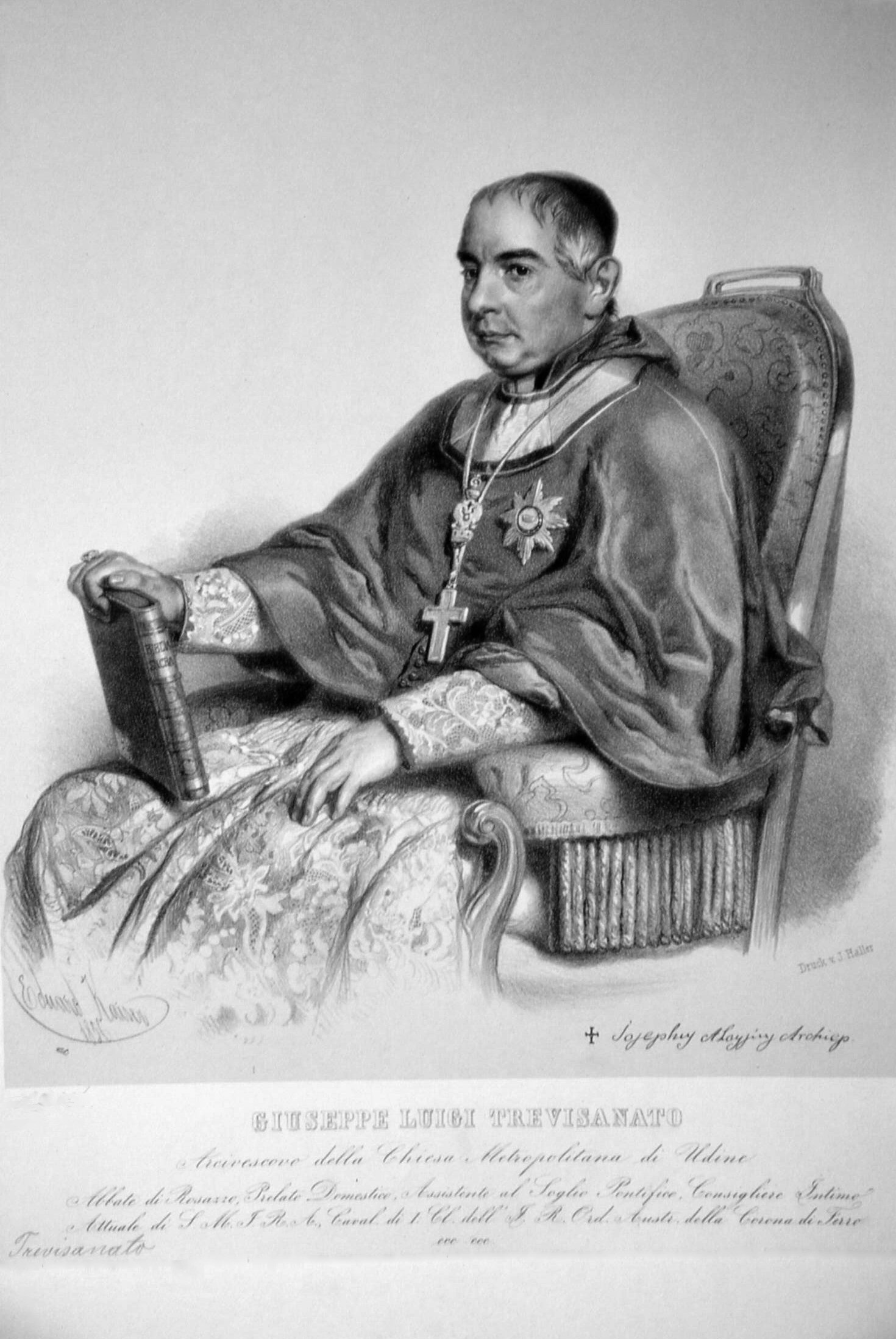
Giuseppe Luigi Trevisanato, Lithographie von Eduard Kaiser, 1856

Giuseppe Luigi Trevisanato (* 15. Februar 1801 in Venedig; † 28. April 1877 ebenda) war Kardinal der katholischen Kirche und Patriarch von Venedig.

## Leben

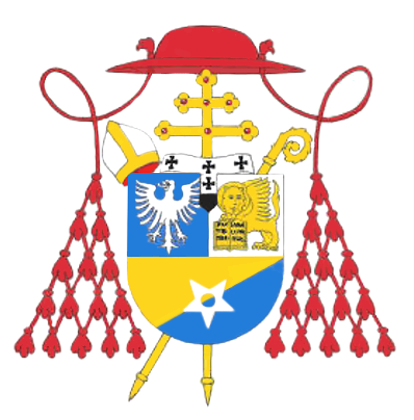
Kardinalswappen

Giuseppe Luigi Trevisanato studierte Philosophie und Theologie am Priesterseminar seiner Heimatstadt Venedig. Am 13. März 1824 weihte ihn der Patriarch von Venedig, Johann Ladislaus Pyrker, zum Priester. Er wirkte lange Jahre als Professor am Priesterseminar von Venedig und wurde 1841 theologischer Kanonikus des Domkapitels.
Trevisanato war vom 15. März bis zum 27. September 1852 Bischof von Verona und vom 27. September 1852 bis 7. April 1862 Erzbischof von Udine. Die Bischofsweihe spendete ihm am 16. Januar 1853 Kardinal Fabio Maria Asquini, Präfekt der Kongregation für die Ablässe und Reliquien; Mitkonsekratoren waren Kurienerzbischof Gaetano Bedini und Erzbischof Antonio Ligi-Bussi. Vom 7. April 1862 bis zu seinem Tod war er Patriarch von Venedig. Papst Pius IX. ernannte ihn am 16. März 1863 zum Kardinal. Vom 22. September 1864 bis zu seinem Tod war er Kardinalpriester der Titelkirche Santi Nereo e Achilleo. Kardinal Trevisanato nahm 1869 und 1870 als Konzilsvater am Ersten Vatikanischen Konzil teil.
Nach seinem Tod wurde die von ihm angeordnete Beisetzung im Priesterseminar durch die staatlichen Behörden verweigert, er wurde zunächst in der Kirche San Michele in Venedig beigesetzt. Seit November 1957 ruht Kardinal Trevisanato im Markusdom.